# Franckeite
La franckeite (simbolo IMA: Fke) è un minerale raro della classe dei minerali "solfuri e solfosali". Appartiene al gruppo della cilindrite e la sua composizione chimica è Pb21.7Sn9.3Fe4.0Sb8.1S56.9.

## Etimologia e storia
Prende il nome dai fratelli Francke (Johann Heinrich Karl, 1832-1907 e Ernst Otto, 1838-1913), che lavorarono come ingegneri minerari e soci nella miniera di Chocaya nel comune di Atocha, in Bolivia, e lo portarono in Germania nel 1877. Nel 1893, il minerale fu descritto scientificamente per la prima volta dal Prof. Alfred Stelzner a Freiberg.

## Classificazione
Già nell'obsoleta, ma in parte ancora in uso, 8ª edizione della sistematica minerale secondo Strunz, la franckeite apparteneva alla classe minerale di "solfuri e solfosali" e lì alla sottoclasse dei "solfuri con il rapporto di sostanza metallo:S, Se, Te ≈ 1:1", dove veniva elencato insieme ad abramovite, coiraite, herzenbergite, cilindrite, lévyclaudite, mohite, stistaite, suredaite e teallite con le quali forma il sistema nº II/C.17.
La 9ª edizione della sistematica minerale di Strunz, valida dal 2001 e utilizzata dall'Associazione Mineralogica Internazionale (IMA), classifica la franckeite nella classe "2.H Solfosali di archetipo SnS". Questa è ulteriormente suddivisa in base ai metalli predominanti nel composto o con composti di struttura, in modo che il minerale possa essere trovato nella suddivisione "2.HF Con unità di struttura di archetipo SnS e PbS" in base alla sua composizione e struttura, dove forma il gruppo senza nome 2.HF.25b insieme alla coiraite.
Anche la classificazione dei minerali secondo Dana, che viene utilizzata principalmente nel mondo anglosassone, classifica la franckeite nella classe dei "solfuri" e lì nella sottoclasse dei "minerali di solfuro"; la si trova insieme a cilindrite, incaite (specie mineralogica rifiutata dall'IMA nel 2007 in quanto ora considerata una varietà di franckeite), potosíite, abramovite e coiraite nel "gruppo della cilindrite" con il sistema nº 03.01.04 all'interno della suddivisione "Solfosali con il rapporto z/y > 4 e la composizione (generale) (A+)i(A2+)j[ByCz]", dove A = metalli, B = semimetalli e C = non metalli.

## Abito cristallino
La franckeite cristallizza nel sistema triclino nel gruppo spaziale C1 (gruppo nº 2, posizione 3) in due sottocelle definite con i seguenti parametri del reticolo:
- pseudotetragonale: a = 5,805(8) Å, b = 5,856(16) Å, c = 17,338(5) Å, α = 94,97(2)°, β = 88,45(2)° e γ = 89,94(2)°[6]
- pseudoesagonale: a = 3,665(8) Å, b = 6,2575(16) Å, c = 17,419(5) Å, α = 95,25(2)°, β = 95,45(2)° e γ = 89,97(2)°[6]

## Modificazioni e varietà
Esistono due varietà conosciute della franckeite:
- l'incaite, ricca di stagno, è stata considerata un minerale a sé stante fino al 2007 ed è stata rinvenuta per la prima volta nel 1973 a Poopó in Bolivia. Possiede formula chimica idealizzata (Pb,Ag)4Sn4FeSb2S15, durezza Mohs pari a 2 e cristallizza nel sistema monoclino.[8] È stata rinvenuta nella provincia di Poopó (Bolivia), che è la sua località tipo, ma anche a Honghe (Cina), a Bungo-Ono (Giappone) e nel dipartimento di Rinconada (Argentina).[9]

- la potosíite, povera di stagno; è stata trovata per la prima volta nel 1980 presso la città di Potosí (Bolivia); è stata considerata un minerale indipendente fino al 1997 e successivamente non più accettata dall'IMA. La sua composizione chimica è Pb6Sn3FeSb3S16; ha durezza Mohs pari a 2,5 e cristallizza nel sistema triclino.[10]. È stata trovata, oltre che a Potosí, a Oruro (sempre in Bolivia), ma anche a nella Columbia Britannica in Canada, a Bungo-Ono in Giappone e nel dipartimento di Rinconada (Argentina).[11]

## Origine e giacitura
La franckeite si forma idrotermicamente principalmente nei depositi di stagno e di argento. I minerali di accompagnato sono cassiterite, cilindrite, wurtzite e zinkenite.
Essendo una formazione minerale rara, la franckeite è stata trovata solo in pochi siti, circa 65 siti, la maggior parte dei quali in Bolivia. Oltre alla località tipo, Chocaya, il minerale è stato trovato anche nel dipartimento di Potosí nella miniera di Carguaicollo (provincia di Antonio Quijarro), nella miniera di Descubridora (provincia di Chayanta), nel giacimento di Andacaba (provincia di José María Linares), nel Cerro Rico di Potosí, nelle miniere di Siglo XX (provincia di Rafael Bustillo), nelle miniere di Animas (comune di Atocha), Asunta e Vetillas nel distretto di San Vicente, Santa Isabel (provincia di Sud Lípez), nel dipartimento di Cochabamba e nel dipartimento di Oruro.
Altre località includono Jujuy in Argentina, Nuovo Galles del Sud in Australia, Guangxi in Cina, Alvernia e Bretagna in Francia, nella Tracia occidentale in Grecia; infine in California negli Stati Uniti.

## Forma in cui si presenta in natura
La franckeite sviluppa aggregati stratificati a forma di rosetta, ma anche cristalli sottili, tabulari o curvi di colore grigio-nero. Il colore del suo striscio è grigio-nero.